# Sphegina californica
Sphegina californica är en tvåvingeart som beskrevs av Malloch 1922. Sphegina californica ingår i släktet midjeblomflugor, och familjen blomflugor. Inga underarter finns listade i Catalogue of Life.